# Woo Hyun
Woo Hyun (kor. 우현; * 5. Januar 1987 in Seoul) ist ein südkoreanischer Fußballspieler.

## Karriere
Das Fußballspielen erlernte Woo Hyun in der Schulmannschaft der Taesung High School sowie in der Universitätsmannschaft der Jeonju University. Seinen ersten Vertrag unterschrieb er 2008 beim Drittligisten Seoul Pabal FC. Ende 2008 wurde der Verein aufgelöst, da nachgewiesen wurde, dass einige Spieler an Spielmanipulationen beteiligt waren. Nach der Auflösung ging er 2009 zu Bucheon FC 1995, ebenfalls ein Verein, der in der K3 League spielte. Nach 20 Spielen wechselte er 2010 nach Thailand. Hier unterschrieb er einen Vertrag bei Police United, einem Verein aus Bangkok, der in der Ersten Liga, der Thai Premier League, spielte. Mitte 2012, nachdem er 133 Spiele für Police absolviert hatte, wechselte er zum Ligakonkurrenten Singhtarua FC. Nach Ende der Saison 2012 belegte der Verein den 16. Tabellenplatz und musste somit den Weg in die Zweitklassigkeit antreten. 2013 wurde er mit dem Club Vizemeister der Thai Premier League Division 1 und stieg wieder in die Erste Liga auf. Nach dem Aufstieg verließ er den Club und unterschrieb einen Vertrag beim Erstligisten Air Force Central FC. 2016 ging er wieder in seine Heimat Südkorea und schloss sich dem Zweitligisten Daejeon Citizen aus Daejeon an. Nach einem Jahr zog es ihn wieder nach Thailand. Er wurde für die Saison 2017 vom Zweitligisten Songkhla United FC verpflichtet. Nachdem der Verein Ende der Saison in die Dritte Liga abgestiegen war, verließ er den Verein und ging nach Kambodscha. Hier unterschrieb er einen Einjahresvertrag bei Preah Khan Reach Svay Rieng FC, einem Verein, der in der Ersten Liga, der Cambodian League, spielte. Nach Auslaufen des Vertrags wechselte er 2019 wieder nach Thailand. Hier stand er von Anfang 2019 bis Ende 2019 beim Zweitligisten JL Chiangmai United FC in Chiangmai unter Vertrag. Nach Vertragsende war er vertrags- und vereinslos.

## Erfolge
Singhtarua FC
Vizemeister: 2013  ▲